# Claudel-Hobson
Pour les articles homonymes, voir Claudel.

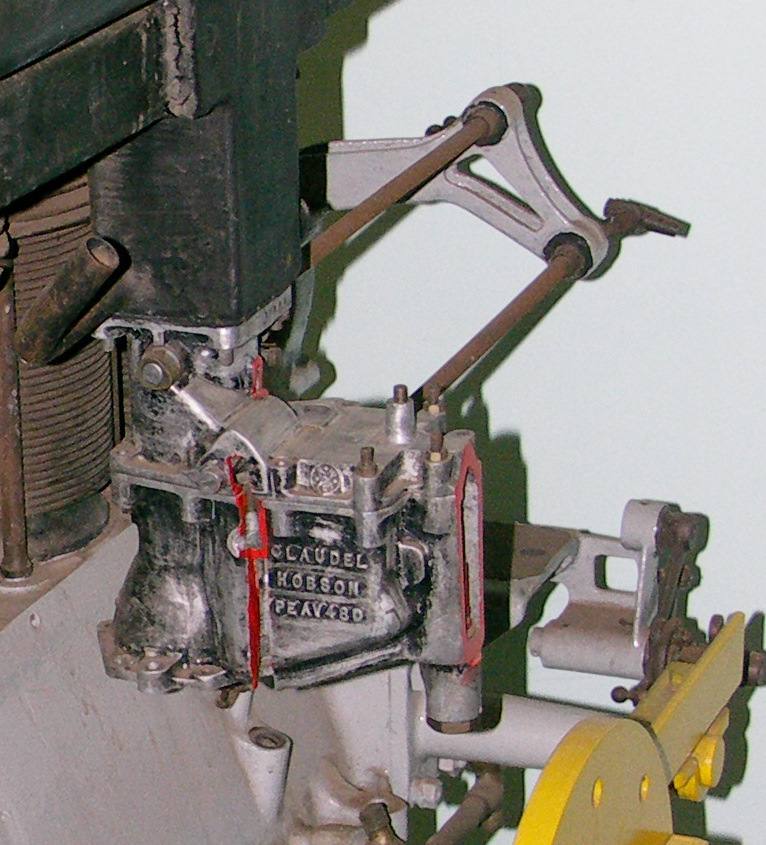
Carburateur Claudel-Hobson PEAV48D sur un moteur d'avion de Havilland Gipsy

Claudel-Hobson est une série de carburateurs britanniques produite par H.M.Hobson (Aircraft and Motor) Components Ltd. D'abord présentés en 1908, ils sont largement utilisés dans les automobiles et les moteurs d'avions britanniques au début du XXe siècle. Ils furent notamment utilisés par Sunbeam, Armstrong-Siddeley, Bristol, de Havilland ainsi que les moteurs d'avion Napier & Son.

## Caractéristiques
Les carburateurs Claudel-Hobson présentent deux caractéristiques majeures. L'une sur la pulvérisation et l'autre sur l'accélérateur.

### Pulvérisation
Dans la plupart des carburateurs, l'essence n'est ni pulvérisée ni mélangée à l'air avant de s'être échappée d'un gicleur. Les carburateurs Claudel sont de deux types différent de pulvérisateur. Les premiers, appelés R.A.F, possèdent un injecteur d'air tandis que les suivants, appelés type "Z" ou "HC", possèdent un diffuseur placé au-dessus du jet orienté vers le pied de la chambre de pulvérisation. L'injecteur d'air comme le diffuseur commencent à pulvériser l'essence et à le mélanger avec l'air avant qu'il n'apparaisse dans le courant principal d'air issu de la prise d'air principale. Ainsi, quand le courant principal d'air atteint le bec de pulvérisation dans la chambre de pulvérisation, au lieu d'avoir une vaporisation grossière d'essence semi-liquide, on obtient un mélange semblable à la brume consistant d'air richement carburé. Le processus de pulvérisation de l'essence s'effectue plus efficacement. 

### Accélérateur
La manette des gaz est de type barillet tournant, qui permet à la fois un contrôle très fin de l'approvisionnement en gaz  et limite les frottements pour les gaz à ouverture plein gaz. Ceci est bien adapté pour les moteurs nécessitant un fin ajustement du régime de ralenti. Cela prend la forme d'une fente de forme curieuse, plus ou moins ressemblant à une feuille de trèfle, coupée dans la moitié inférieure du barillet. Les modèles à injecteur d'air  possèdent une fente dont le contour ressemble davantage à celle d'une feuille de trèfle, mais la fente est plus étroite et plus longue dans les modèles à diffuseur. Lorsque le papillon des gaz est fermé, la buse de distribution saille à travers la fente en feuille de trèfle à l'intérieur du barillet. Puis la fente agit comme un régulateur d'air ou étrangleur d'air et concentre l'aspiration du moteur autour de la tête de la buse de distribution. Une vis de réglage de l'air, actionnée de l'extérieur du carburateur, pénètre dans la "tige" du trèfle et permet ainsi une très bonne adaptation de l'approvisionnement en air pour le ralenti. Cette vis constitue un des ajustements de la qualité du mélange. Deux méthodes sont adoptées pour déterminer la quantité. Sur certains modèles de carburateur, le mélange de ralenti est réalisé dans le tube d'admission à travers un by-pass dont l'ouverture peut être réglée par une seconde vis externe. Sur d'autres modèles, conçus pour des moteurs moins sensibles, il n'y a pas de contournement et le mélange de ralenti est alimenté directement dans la tubulure d'admission par une ouverture partielle du papillon des gaz, en pareil cas, les vis de butée du levier d'accélérateur sont utilisées pour déterminer la quantité de mélange fourni au moteur au ralenti. 

## Modèles R.A.F.
Ces modèles n'ont pas de réglage du jet et aucun système de contrôle en fonction de l'altitude (avant septembre 1917) même si certains d'entre eux ont été envoyés avec des couvercles étanches sur les chambres de flotteurs et ont été équipés avec un contrôle complet du vide pour l'altitude par les fabricants de moteurs. Lorsque le moteur est au ralenti, il fonctionne sur le gicleur principal, la tête de celui-ci gît à travers la fente en feuille de trèfle dans le barillet. 
Cinq modèles de type «R.A.F.» ont été fabriqués, à savoir:
- "R.A.F. Single" Une seule chambre de pulvérisation, utilisé la plupart du temps sur les moteurs Renault.
- "R.A.F. 1 A." double chambre de pulvérisation.
- "R.A.F. 2 A." Double chambre de pulvérisation.
- "R.A.F. 3 A." Double chambre de pulvérisation.
- "R.A.F. 4 A." Double chambre de pulvérisation.

### Fonctionnement du R.A.F.
L'essence est fournie de la façon habituelle et contrôlé par un mécanisme d'alimentation à flotteur normal. La forme de la fente (en trèfle) a été modifiée dans certains modèles de R.A.F.. 
L'alimentation en air se fait par deux moyens différents:
- Par l'entrée principale autour de l'injecteur d'air
- Au travers de l'injecteur d'air. L'air y entre par des orifices disposés en amont de la chambre de pulvérisation, est conduit dans le tube de l'injecteur mais, ce tube étant fermé à son extrémité, ressort par une deuxième série d'orifices disposés radialement et situés dans la chambre de pulvérisation.

Lorsque le papillon est fermé, la fente en feuille de trèfle du barillet glisse vers le bas autour de la tête de l'injecteur d'air, et concentre l'aspiration du moteur à ce moment-là. Par conséquent, il se crée un courant d'air dans les trous inférieurs A du tube de l'injecteur d'air. Comme ce courant d'air passe des trous inférieurs à la tête de la buse d'essence, il tire une bonne partie de l'essence, devient mixte avec l'essence, et la pulvérise. Ainsi, une colonne d'air, richement imprégnée d'essence vaporisé, sort des trous supérieurs de l'injecteur et est facilement incorporée dans la colonne d'air provenant de l'entrée d'air principale.
Lorsque le papillon est ouvert, la fente en feuille de trèfle est éloignée de la tête de l'injecteur, l'aspiration est répartie sur toute la zone autour de l'injecteur, le courant d'air à travers celui-ci diminue. La quantité d'essence tirée diminue proportionnellement à la vitesse du moteur, et le mélange est de moindre qualité à mesure que de la vitesse du moteur croit. 
Une vis (vis d'air) peut être ajustée pour remplir plus ou moins la "tige" du trèfle, et donc pour couper une partie de l'alimentation en air qui est aspiré vers le haut à travers le corps principal du carburateur. Si cette vis est dirigée vers l'intérieur, on aura évidemment tendance à enrichir le mélange sur toute la plage de position du papillon, l'effet étant plus marqué quand le papillon est moins largement ouvert. La vis de réglage supérieur, incorporée seulement quand un passage de dérivation est monté, définit l'aire efficace de la dérivation, et ainsi contrôle la quantité de mélange au ralenti du moteur. En l'absence de dérivation, la quantité de mélange au ralenti est déterminée par la vis de butée limitant le débattement vers l'arrière de la manette des gaz à l'extérieur du carburateur.

### Réglages du R.A.F.
Avant de tenter de le régler, le plus important est de tester que tous les joints d'admission sont absolument étanches à l'air. Le carburateur est équipé d'un injecteur numéroté. (L'
A.I.D. publiait la liste des numéros d'injecteur pour chaque type de moteur). Aucun injecteur ne devrait être déréglé en aucune façon, tous les ajustements étant réalisés par le montage d'un format standard. Lorsqu'un injecteur de la taille appropriée a été équipé et que la puissance et la rotation du moteur sont satisfaisantes, les reprises et le ralenti devraient également être corrects mais très occasionnellement, il est nécessaire, afin de parfaire ceux-ci, d'ajuster la vis d'air légèrement, contribuant ainsi à enrichir le mélange sur toute la plage de la manette des gaz. (La vis d'air a été éliminée de certains modèles R.A.F. et les modèles Z.) Le plus grand effet de la vis se fait sentir lorsque le papillon est presque fermé. L'effet meurt quand le papillon est ouvert et devient pratiquement inopérant à pleine ouverture. 
Cet ajustement est de plus d'effet si les guides de soupape du moteur sont usés, ou lorsque le mélange est légèrement pauvre. Il doit cependant être entendu que plus la vis est retirée, moins on consomme d'essence. En fait, il est souvent avantageux d'utiliser un plus grand injecteur sans la vis d'air qu'un plus petit nécessitant cette vis. De petites explosions dans le carburateur sont parfois causées 
par le fait que le moteur comporte une bonne avance à l'allumage quand un carburateur Claudel-Hobson est utilisé.
Pour le ralenti l'ajustement est réalisé, d'une part, par les deux vis de butée du levier d'accélérateur qui déterminent le minimum d'ouverture des gaz, et elles déterminent également la zone d'air sous l'injecteur d'air, d'autre part, par la vis de by-pass. Dans certains cas idéaux l'ajustement du ralenti peut être obtenu par le seul ajustement des vis de butée. Dans d'autres cas, la vis de by-pass
doit être utilisée pour réguler la quantité de gaz passant à travers la dérivation lorsque le papillon est en position fermée. (Remarque: Ce passage de dérivation est mis hors d'usage par le barillet tournant dès que le papillon est ouvert de plus d'un huitième de sa course). Avec la vis de by-pass légèrement retirée et le papillon presque fermé, il y a une relativement plus grande ouverture du papillon des gaz, et donc une aspiration plus importante sur l'injecteur. Cela signifie qu'un mélange plus riche sera fourni quand le by-pass est fermé, et que le papillon d'admission sera légèrement ouvert. Si l'action du papillon des gaz reste très sensible et que les reprises restent inefficaces après qu'une plus grande taille d'injecteur ait été essayée, alors le carburateur est insuffisamment chauffé.